# Kaskoda

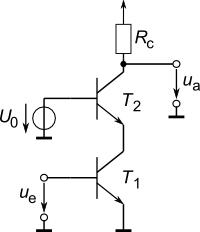
Układ kaskodowy z tranzystorami bipolarnymi.

Kaskoda – wzmacniacz dwustopniowy lampowy lub tranzystorowy, w którym pierwszy stopień pracuje w układzie wspólnej katody (dla układów tranzystorowych bipolarnych wspólnego emitera, dla tranzystorów polowych wspólnego źródła), a drugi w układzie wspólnej siatki (w układach tranzystorowych odpowiednio: wspólnej bazy lub wspólnej bramki).
Kaskoda łączy w sobie zaletę wysokiego wzmocnienia napięciowego (w przybliżeniu równego iloczynowi współczynników wzmocnienia obu wchodzących w jego skład lamp lub tranzystorów) ze znaczną redukcją niekorzystnej cechy wzmacniaczy ze wspólną katodą (emiterem, źródłem) – dużych pojemności pasożytniczych – poprzez zmniejszenie tzw. efektu Millera, pogarszającego parametry wzmacniacza przy wyższych częstotliwościach.
Kaskoda chętnie stosowana jest we wzmacniaczach wysokiej częstotliwości i szerokopasmowych.